# Pchły

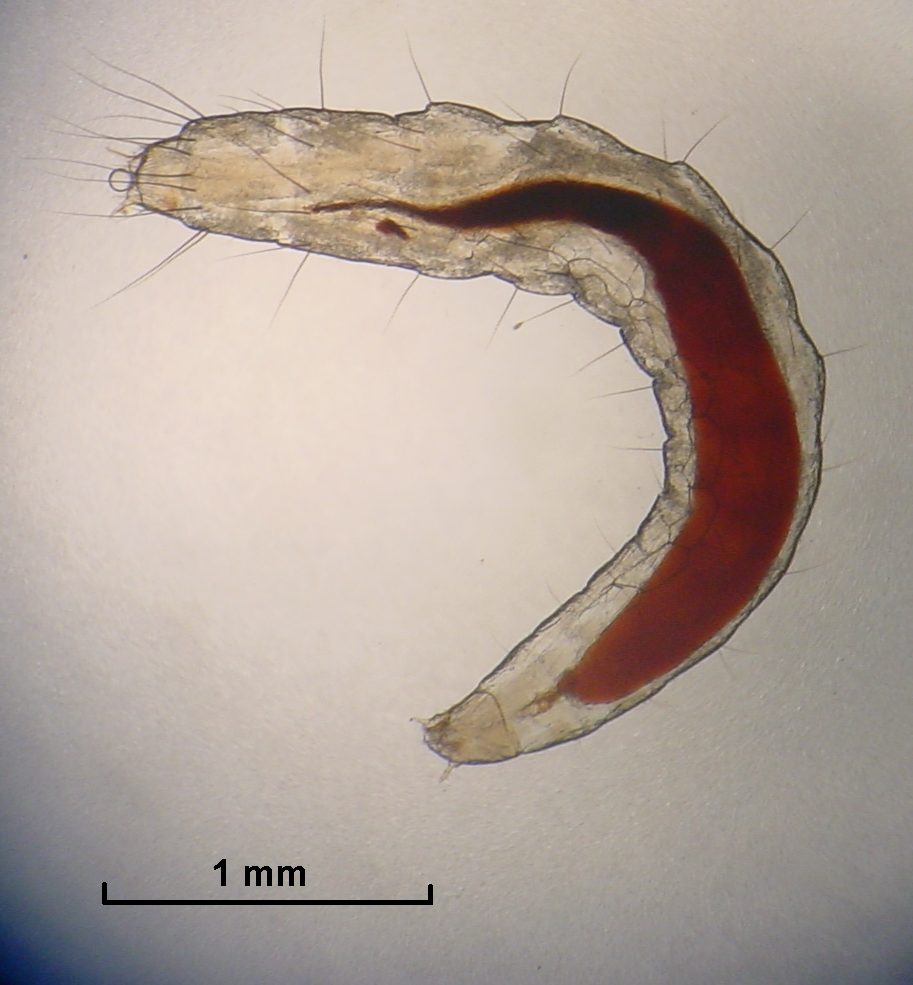
Larwa pchły pod mikroskopem

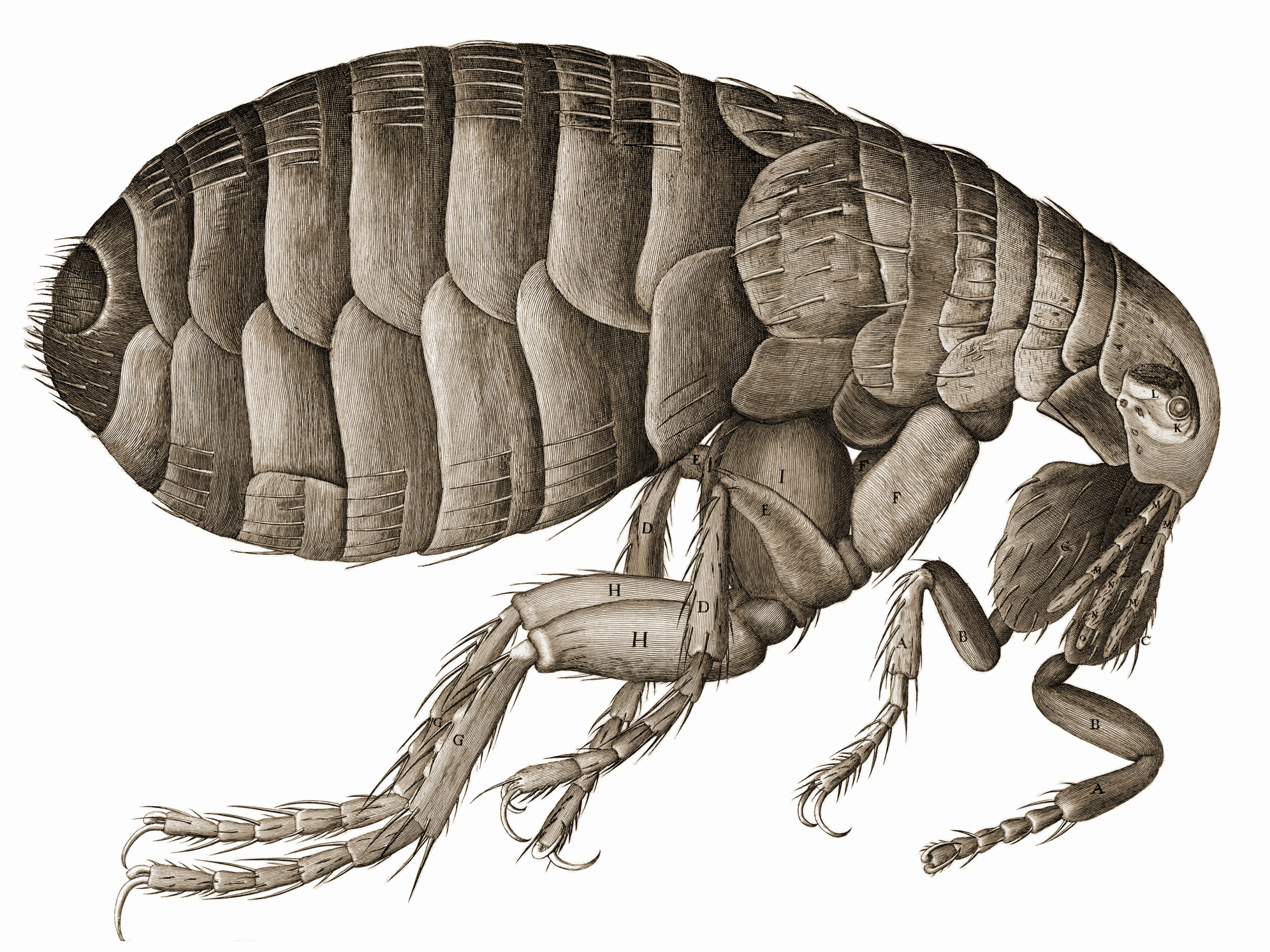
Pchła narysowana przez Roberta Hooke’a

Pchły (Siphonaptera, Aphaniptera) – rząd owadów zaliczanych do podgromady owadów uskrzydlonych, wtórnie bezskrzydłych. Posiadają ciało bocznie spłaszczone, silnie rozwinięte odnóża, umożliwiające im długie skoki. Narządy gębowe pchły są typu kłująco-ssącego, całe ciało pokrywa twardy oskórek ze szczecinkami lub ząbkami skierowanymi do tyłu. Pchły osiągają wielkość od 1 do 6 mm, a nawet do 10 mm i są ciemno ubarwione. Rozwój osobniczy pcheł odbywa się z przeobrażeniem zupełnym. Są kosmopolitycznymi pasożytami zewnętrznymi ptaków i ssaków.

## Systematyka
W 2005 roku znanych było 2005 gatunków i 828 podgatunków pcheł należących do 242 rodzajów.
Rząd pchły (Siphonaptera) dzielimy na 4 infrarzędy, te z kolei w sumie na 18 rodzin:
- Infrarząd Pulicomorpha
  - Rodzina Ancistropsyllidae
  - Rodzina Coptopsyllidae
  - Rodzina Malacopsyllidae
  - Rodzina Pulicidae
  - Rodzina Rhopalopsyllidae
  - Rodzina Tungidae
  - Rodzina Vermipsyllidae
- Infrarząd Pygiopsyllomorpha
  - Rodzina Lycopsyllidae
  - Rodzina Pygiopsyllidae
  - Rodzina Stivaliidae
- Infrarząd Hystrichopsyllomorpha
  - Rodzina Chimaeropsyllidae
  - Rodzina Hystrichopsyllidae
  - Rodzina Macropsyllidae
  - Rodzina Stephanocircidae
- Infrarząd Ceratophyllomorpha
  - Rodzina Ceratophyllidae
  - Rodzina Ischnopsyllidae
  - Rodzina Leptopsyllidae
  - Rodzina Xiphiopsyllidae

Analiza genetyczna (badania pod kierownictwem Erika Tihelki) wykazała, że pchły,uznawane dotąd za odrębny rząd, powinno zaliczać się do pasożytniczych wojsiłek; pchły okazały się najbliżej spokrewnione z małą rodziną Nannochoristidae, której przedstawiciele żywią się nektarem.

## Najpospolitsze gatunki
- pchła ludzka (Pulex irritans)
- pchła szczurza (Xenopsylla cheopis)
- pchła piaskowa (Tunga penetrans)
- pchła kocia (Ctenocephalides felis)
- pchła psia (Ctenocephalides canis)

## Cykl rozwojowy pcheł
1. Dorosłe pchły atakują zwierzęta i ssą krew. W ciągu doby potrafią jej wypić 20 razy więcej, niż same ważą. W przypadku braku swojego preferowanego żywiciela poszukują innych, na przykład ludzi. Po 1–2 dniach zaczynają składać jaja.
2. Zależnie od gatunku jedna pchła w trakcie swojego życia może złożyć 600-2000 jaj. Najczęściej są składane na skórze (w sierści) zwierzęcia, a następnie spadają z niego w miejscach jego przebywania.
3. Wykluwające się z jaj larwy chowają się w miejscach, gdzie światło nie ma dostępu; w mieszkaniach np. w dywanach, wykładzinach czy pod meblami. Żywią się między innymi odchodami dorosłych osobników, przypominającymi czarne ziarenka piasku.
4. Larwy przekształcają się w kokonach w dorosłe osobniki. Jeśli w środowisku znajdują się żywiciele (zwierzęta), wytwarzane przez nich wibracje podłoża i ciepło powodują, że pchły uwalniają się z kokonów i atakują. Pchły zamknięte w kokonach potrafią przeżyć parę miesięcy, czekając na żywiciela.

Zależnie od temperatury cały cykl rozwojowy (1-4) trwa nie dłużej niż 2-3 tygodnie. W niskich temperaturach cykl rozwojowy pcheł jest zahamowany.

## Problemy zdrowotne powodowane przez pchły
- Wywołują alergiczne pchle zapalenie skóry (APZS).
- Przenoszą tasiemce psie (Dipylidium caninum) u psów, kotów i ludzi, a zwłaszcza małych dzieci.
- Doprowadzają u młodych zwierząt do znacznej utraty krwi i anemii.
- Roznoszą zarazki chorobotwórcze (dżumy, tularemii, wąglika, riketsje gorączki śródziemnomorskiej i endemicznego duru mysiego oraz wirusa białaczki kociej – ang. FeLV).

## Zwalczanie pcheł

### Środki o niskiej skuteczności (prewencyjne)
- Częste odkurzanie.
- Szampony przeciwpchelne.
- Pudry przeciwpchelne.
- Obroże przeciwpchelne.

### Środki o umiarkowanej skuteczności
- Usunięcie i wypranie lub umycie w wodzie z octem wszystkich tkanin, np. dywanów, narzut, znajdujących się w pomieszczeniach zasiedlonych przez pchły (patrz punkt 3. cyklu rozwojowego pcheł).
- Zastosowanie uniwersalnych preparatów owadobójczych w aerozolu przeciwko owadom biegającym (działają prawie wyłącznie na dojrzałe osobniki).

### Środki o dużej skuteczności
- Proszki owadobójcze rozsypywane w ciemnych miejscach mieszkania, np. pod łóżkami (patrz punkt 3 cyklu rozwojowego pcheł).
- Nowoczesne krople typu SPOT ON, wcierane w punkty na ciele zwierząt domowych, porażające system nerwowy pcheł.
- Nowoczesne aerozole lub atomizery owadobójcze.